# Kodiak (char)
Pour les articles homonymes, voir Kodiak.
Le kodiak est un char du génie et de déminage intégré au sein de formations du génie militaire, ainsi nommé en référence à l'ours kodiak.

## Historique
Le premier prototype construit sur une demande de l'armée suisse roule en 2003.

## Développement
Développé depuis 1998 en prototype par les entreprises Rheinmetall Defense et RUAG Land Systems AG, il utilise les composants basiques du char Léopard 2 comme le moteur, les systèmes électroniques de contrôle et le châssis.
La différence entre les versions néerlandaise, suédoise et suisse concernait principalement le marquage, la peinture, certains outils, le matériel de communication, l'armement et les lance-fumigènes. L'essentiel de ces kodiak (environ 95 %) sont identiques. Les coûts du projet ont été partagés à parts égales entre les Pays-Bas et la Suède, à l'exception des coûts spécifiques nationaux.

## Rôle
Un char du génie doit soutenir les unités de combat direct en accomplissant notamment des tâches telles que : 
- du déminage ;
- de l'excavation des abris,
- l'excavation des masses de sol,
- les construction et démolition d'obstacles.

## Utilisateurs
- Allemagne - 44 commandés en avril 2021. Utiliseront des châssis de Leopard 2A4 fournis par l'armée allemande[3].
- Pays-Bas - 10 unités livrées entre 2011 et 2012.
- Suède - 6 unités, Ingenjörbandvagn 120, Six Leopard 2A4 (Stridsvagn 121) ont été démontés à l'atelier des Forces armées suédoises à Skövde. Les châssis ont ensuite été envoyés à RUAG Land Systems en Suisse pour leurs transformation en kodiak(s). Les premiers ont été livrés en 2011.
- Suisse - 12 unités, Char du génie et de déminage "Leopard Kodiak" (char G/demin Leopard Kodiak) / G/Mirm Pz Rpe Leopard 2, programme d'armement 2006, livrées entre 2011 et 2013, en service depuis 2012.
- Singapour - 3 unités livrées entre 2014 et 2015.

## Galerie

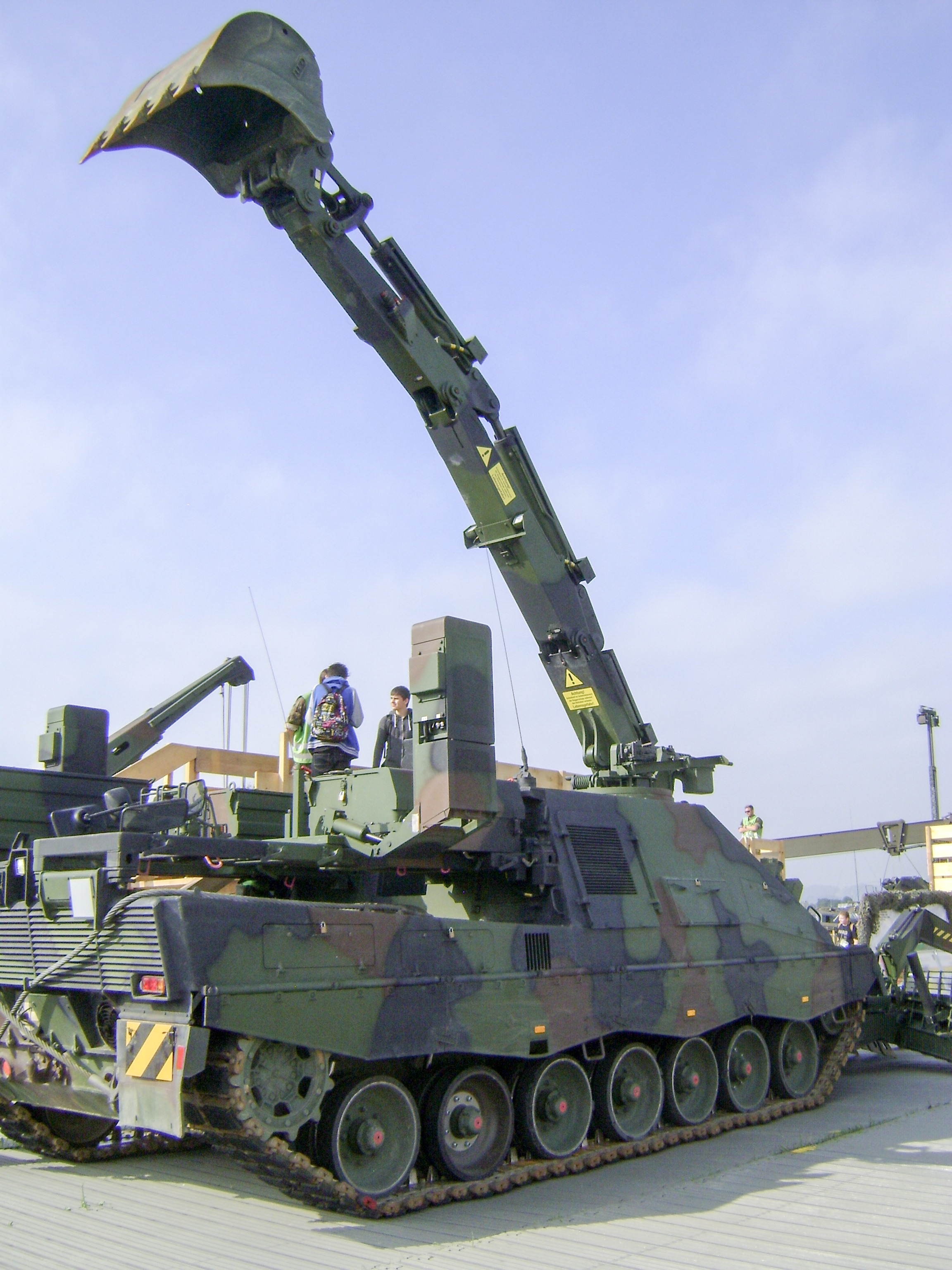
Un kodiak de l'Armée suisse (2014)
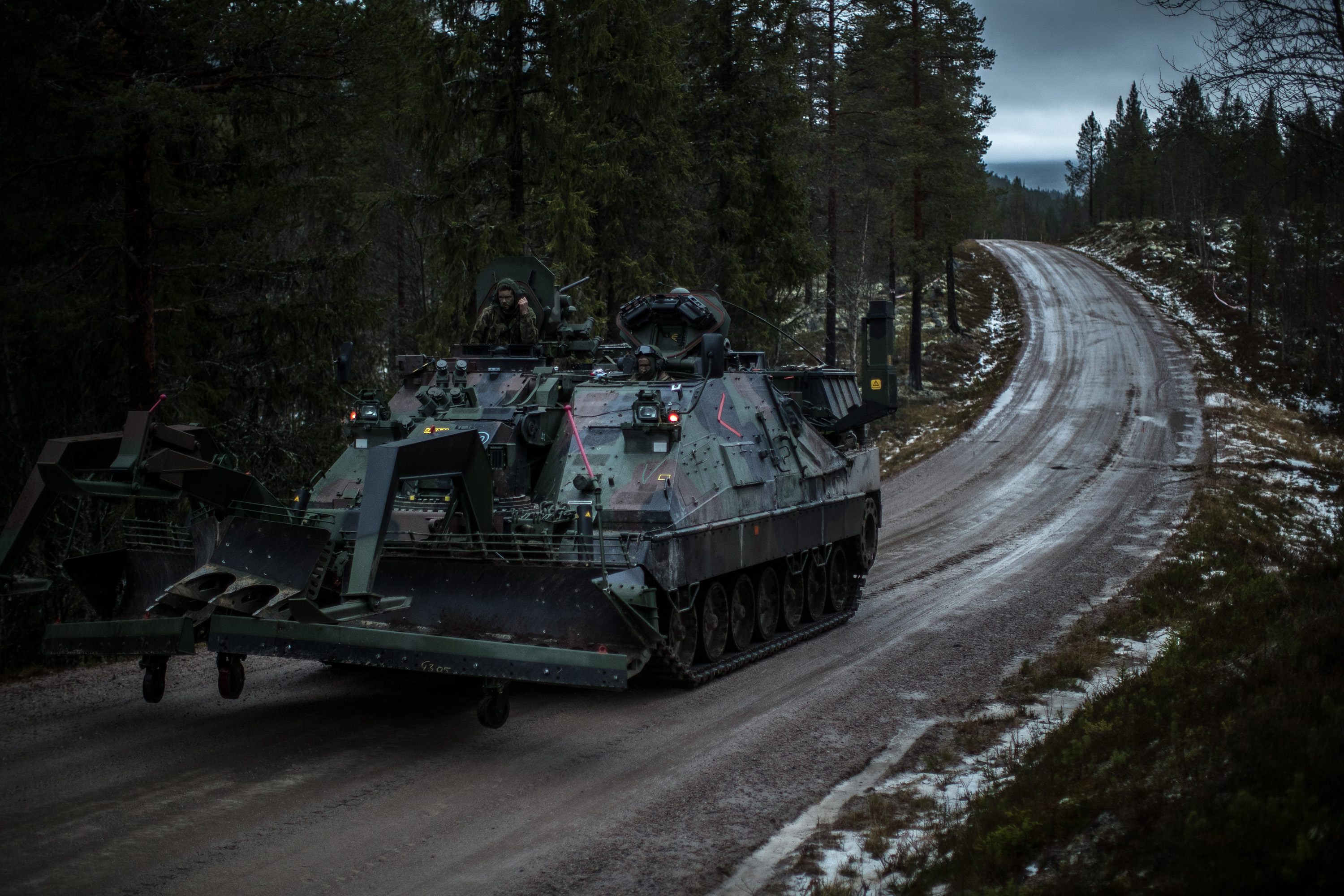
Un kodiak de l'Armée royale néerlandaise équipé pour le déminage lors de l'exercice Trident Juncture 2018 en Norvège
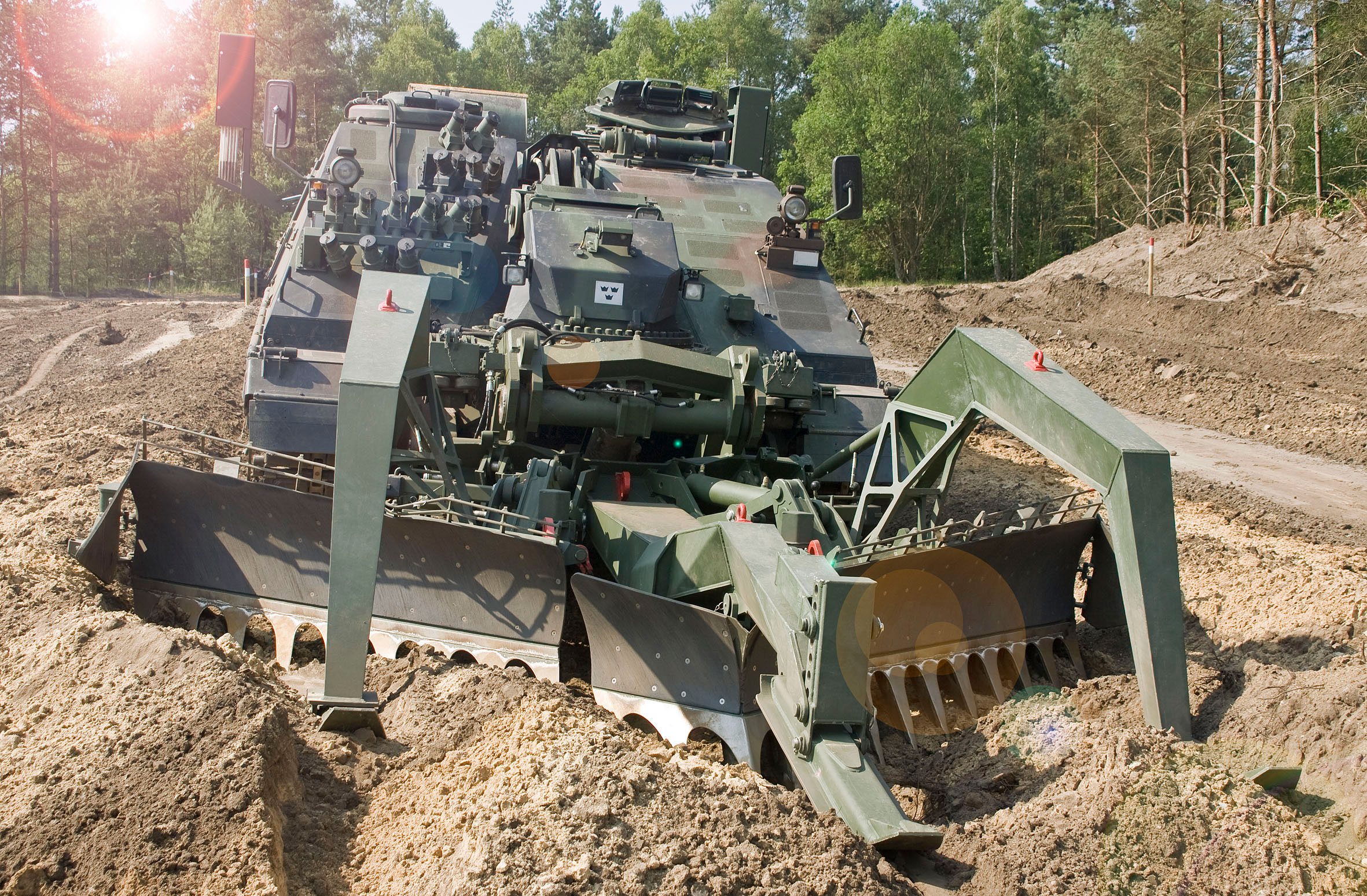
Version char de déminage
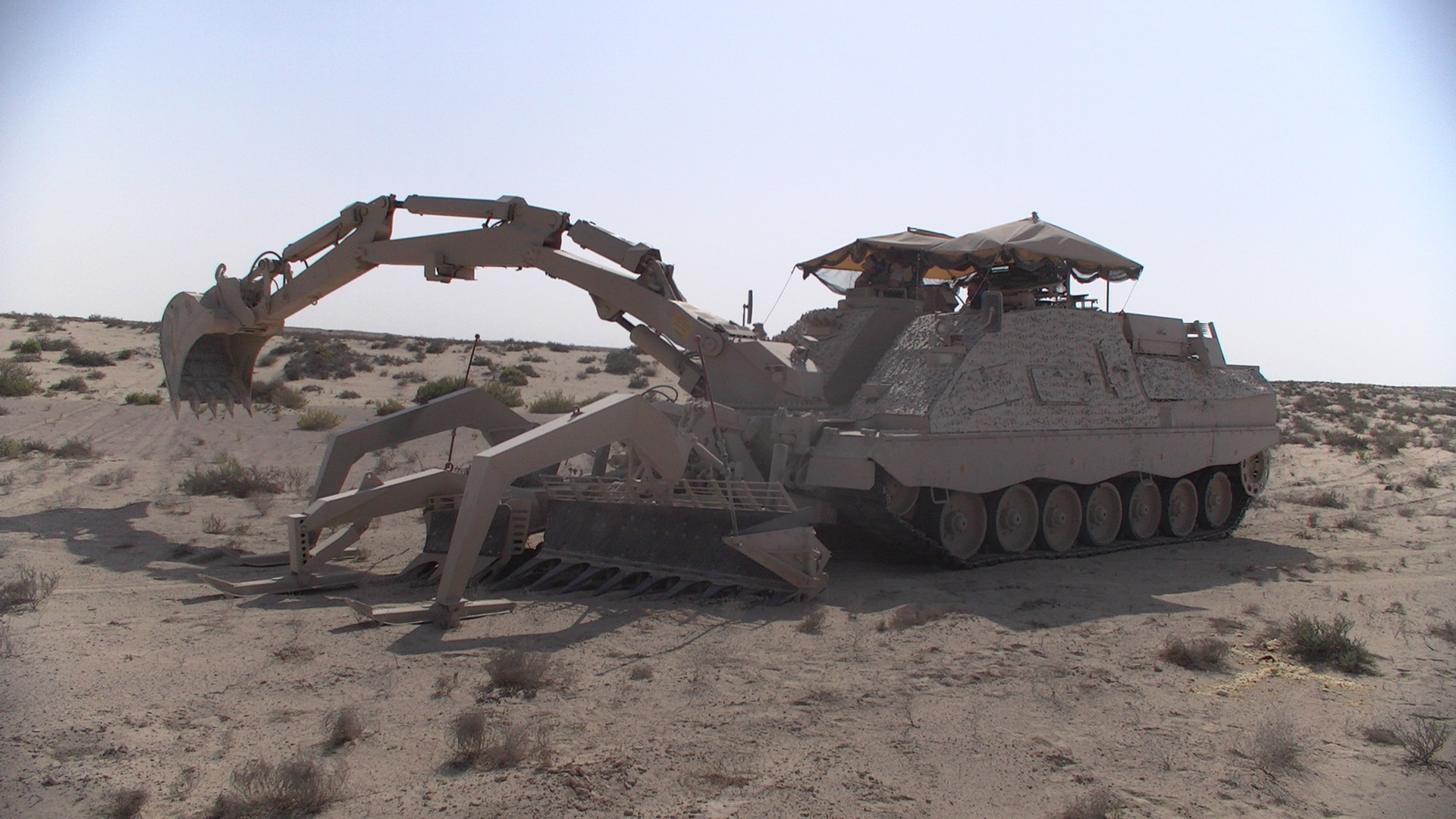
Version char de déminage